# キキミミ!
『キキミミ!』は、関西テレビで、2011年4月4日から9月30日まで平日14:05 - 14:57（JST）に関西ローカルで放送されていた昼の生活情報番組である。

## 概要
2011年4月1日まで放送された『あっぷ&UP!』に替わる、自社制作の情報番組としてスタート。
『あっぷ&UP!』で司会を務めた増田英彦が引き続き木・金の司会、増田の相方でコーナーレギュラーだった岡田圭右が月 - 水の司会を担当。岡田のパートナーをはるな愛とMEGUMIが隔週で、増田のパートナーをクワバタオハラがそれぞれ務める。くわばたりえは第一子出産後、当番組が初のテレビレギュラー出演となった。この他、松竹芸能所属のタレントを中心に、『あっぷ&UP!』から引き続きレギュラー出演するが、吉本興業所属のタレントは出演しない。またゲストを除き、司会のますだおかだと水曜日のコーナー担当・関西ジャニーズJr.以外のスタジオ出演者は女性で構成されるのが特徴。番組は『あっぷ&UP!』のコーナー企画を一部引き継ぐ形でVTRコーナーを随所に交えながら、女性に役立つ旬なニュースをはじめ、美容やエンタメに関する情報を届ける内容となっている。但し、松竹芸能は当番組の制作には参加していない。
基本的に月曜の生放送終了後に火曜と水曜の放送分、木曜の生放送終了後に金曜の放送分をそれぞれ撮って出し形式で収録している。
2011年4月28日は『GW直前!キキミミ!2時間SP!』として、放送時間を拡大し、14:05 - 15:50に放送された。2011年5月17日は「プリンセス トヨトミSP」と題し、映画『プリンセス トヨトミ』に出演した堤真一・岡田将生・綾瀬はるかがゲスト出演した。
2011年8月29日は『FNN報道特別番組・海江田 vs 野田 最終決戦』放送のため休止。
2011年9月30日をもって終了。10月3日からは『ハピくるっ!』が放送されている。

## 出演者
☆は『あっぷ&UP!』の出演経験者。

### 番組終了時の出演者

#### 司会
- 岡田圭右☆（ますだおかだ、月曜 - 水曜、2011年4月4日 - ）
- はるな愛（隔週月曜 - 水曜、2011年4月4日 - ）
- MEGUMI（隔週月曜 - 水曜、2011年4月11日 - ）
- 増田英彦☆（ますだおかだ、木曜・金曜、2011年4月7日 - ）
- くわばたりえ（クワバタオハラ、木曜・金曜、2011年4月7日 - ）
- 小原正子☆（クワバタオハラ、木曜・金曜、2011年4月14日 -[6]）

#### 曜日レギュラー
- 関純子☆（関西テレビアナウンサー、月曜 - 水曜、2011年4月4日 - ）
- 大河内志保☆（木曜・金曜、2011年4月7日 - ）
- 松本佳子☆（芸能記者、木曜・金曜、2011年4月7日 - ）
- 松本美香☆（イケメン研究家、木曜・金曜、2011年4月7日 - ）
- 杉本なつみ☆（当時関西テレビアナウンサー、木曜・金曜、2011年4月7日 - ）

#### その他の出演者
関西ジャニーズJr.のメンバーは交替で出演。
- 鹿間孝一（産経新聞論説委員、「キキミミ!ヒット・ワォード」担当、2011年4月4日 - ）
- 浜内千波☆（料理研究家・「浜内千波の絶品!べっぴんべっぴんごはん」「谷原・浜内の絶品!ハンサムごはん」講師〔VTR出演〕、2011年4月5日 - ）
- アメリカザリガニ☆（「浜内千波の絶品!べっぴんべっぴんごはん」担当〔VTR出演〕、2011年4月5日 - 7月12日、8月30日 - ）
- 木本武宏☆（TKO・「最強フードライター軍団直伝〜わざわざ行きたい下町KO飯〜」担当〔VTR出演〕、2011年4月6日 -）
- 寺下光彦（「最強フードライター軍団直伝〜わざわざ行きたい下町KO飯〜」〔VTR出演〕、2011年4月6日 - ）[7]
- 曽束政昭（「最強フードライター軍団直伝〜わざわざ行きたい下町KO飯〜」〔VTR出演〕、2011年4月6日 - ）[7]
- 泡☆盛子（「最強フードライター軍団直伝〜わざわざ行きたい下町KO飯〜」〔VTR出演〕、2011年4月6日 - ）[7]
- 彦摩呂☆（「全国ご当地お取り寄せ」担当〔VTR出演〕、2011年4月6日 -）
- 岡安譲☆（関西テレビアナウンサー・「全国ご当地お取り寄せ」担当〔VTR出演〕、2011年4月6日 - ）
- 神山智洋（関西ジャニーズJr.、7 WEST・「全国ご当地お取り寄せ」担当〔VTR出演〕[8]、2011年9月2日 - ）

### 過去の出演者
- 美灑（四柱推命・断易、「今週のキキミミ!占い」4月の占い師〔VTR出演〕、2011年4月4日 - 4月25日）
- 寧音（タロット占い・アストロダイス、「今週のキキミミ!占い」5月の占い師〔VTR出演〕、2011年5月2日 - 5月30日）
- 梅小鉢☆（「梅小鉢のキレイになっとく!」担当、2011年4月5日 - 4月19日）
- 島田秀平☆（「島田秀平のスター手相占い!」担当、2011年4月26日・9月20日）
- 白澤卓二（順天堂大学大学院医学研究科 加齢制御医学講座教授、「100歳までボケない101の方法」担当、2011年5月3日）
- 島田裕巳（東京大学先端科学技術センター客員研究員、「生まれ順占い」担当、2011年5月10日）
- 伊藤要子（愛知医科大学准教授、「おウチでできる簡単“加温生活”」担当、2011年5月24日）
- 武田真由美（「カリスマ主婦が伝授する簡単節約」担当、2011年5月31日）
- 小田原加容（インド料理店「SPICE HEAVEN」店主、「美味しくて健康になれるカレー&スパイス料理」担当、2011年6月7日）
- 黒川伊保子（脳科学者、「夫婦脳」担当、2011年6月14日・7月5日）
- 石原エレーナ（自然美容師・倉敷芸術科学大学客員教授、「乾燥体質」担当、2011年6月21日）
- 池谷敏郎（医学博士・東京医科大学客員講師、「医学の最新常識」担当、2011年6月28日）
- 二松まゆみ（恋人・夫婦仲相談所所長、「モンスターワイフ」担当、2011年7月12日）
- 梅田淳（「買い物ネギリ隊が行く!」担当、（2011年7月19日）
- 山崎世美子（恋愛・離婚カウンセラー・株式会社エンジェル代表取締役、「男の嘘の見抜き方」担当、2011年7月26日）
- 中島真澄（心理アドバイザー、「あなたの知らない自分が分かる!?心理テスト」担当、2011年8月2日）
- 円城新子（「ハンケイ500m」編集長、「京都街歩きの達人が教える納涼スポット巡り」担当、2011年8月9日）
- 岩藤英司（東京学芸大学附属高等学校教諭、「大人のおもしろ科学実験」担当、2011年8月16日）
- 稲川淳二（「最恐!心霊体験 怖い話」担当、2011年8月23日）
- おかざきなな（CANBEスタープロダクション社長・大人の色気スクール校長、「一瞬でオトコを虜にする方法」担当、2011年8月30日）
- 神藤多喜子（助産師、「おっぱい体操」担当、2011年9月13日）
- ドーキンズ英里奈（「はるな愛&ドキンちゃんの東京ディズニーシー 10th Anniversary」担当〔VTR出演〕、（2011年9月20日）
- 城本芳弘（占い師、「顔占い ツキを呼ぶ顔 教えます!」担当、2011年9月27日）
- 谷原章介（「谷原・浜内の絶品!ハンサムごはん」担当〔VTR出演〕、2011年7月19日 - 8月23日）
- 桐山照史☆（関西ジャニーズJr.・「全国ご当地お取り寄せ」担当、2011年4月6日 - 4月27日）
- 浜中文一☆（関西ジャニーズJr.、Veteran・「全国ご当地お取り寄せ」担当、2011年5月4日 - 5月25日）
- 濵田崇裕☆（関西ジャニーズJr.、BOYS・「全国ご当地お取り寄せ」担当、2011年6月1日 - 6月22日）
- 室龍規☆（関西ジャニーズJr.、Veteran・「全国ご当地お取り寄せ」担当、2011年6月29日 - 7月20日）
- 重岡大毅（関西ジャニーズJr.、7 WEST・「全国ご当地お取り寄せ」担当、2011年7月27日 - 8月31日[9]）

## コーナー

### 現在のコーナー
- きょうのテッパン!（月曜 - 水曜、2011年6月6日 - ）
人気のパン屋さんが「これを買えば間違いなし!」というパンを紹介する。
- 教えて!キキミミ3!（月曜、2011年6月6日 - ）
その道のプロフェッショナル3人を招き、役立つ知識や情報を紹介するコーナー。
- キキミミ!ヒット・ワォード（月曜）
番組独自で誰かに話したくなる選りすぐりのニュースや、女性目線で気になる特選ネタをピックアップするコーナー。コーナータイトルは本来「キキミミ!ヒット・ワード」とすべきところを、岡田のギャグ「ワォ!」をもじったものとなっている。
- 先取り!はるなEYE / 先取り!MEGU耳（火曜→月曜、2011年4月6日 - 5月31日〔火曜〕、2011年6月6日 -〔月曜〕）
はるな愛・MEGUMIがとっておき情報を紹介するコーナー。コーナータイトルは、はるなの担当時には「先取り!はるなEYE」、MEGUMIの担当時は「先取り!MEGU耳」となる。9月6日には特別編として、はるなが「24時間・韓国ソウルの旅」と題し、ソウルでのショッピング・エステ・グルメ情報を紹介。
- 町おこしグルメ甲子園!（火曜、2011年6月7日 - ）
町おこしのために美味しいグルメを普及させようと頑張る関西各地の方々が登場し、アピールする。
- 週替わりコーナー（火曜、2011年4月26日 - ）
  - 島田秀平のスター手相占い!（2011年4月26日）
島田秀平が勝手に手相を鑑定し、スターの素顔に迫るコーナー。
  - 100歳までボケない101の方法（2011年5月3日）
白澤卓二が誰もが簡単にできる長生きのコツを紹介。
  - 生まれ順占い（2011年5月10日）
島田裕巳が職場や恋愛で役に立つ「生まれ順」によっての性格の違いや、人間関係がうまくいくコツを伝授。
  - おウチでできる簡単“加温生活”（2011年5月24日）
伊藤要子がHSPを効率よく増やす、身体を効果的に温める加温生活のノウハウを伝授。
  - カリスマ主婦が伝授する簡単節約（2011年5月31日）
「節約の達人」といわれるカリスマ主婦・武田真由美が家庭で簡単にできる節電・省エネ術を紹介。
  - 美味しくて健康になれるカレー&スパイス料理（2011年6月7日）
スパイス美魔女・小田原加容が美の秘訣ともいえるスパイスレシピを伝授。
  - 夫婦脳（2011年6月14日・7月5日）
黒川伊保子が夫婦脳の違いを解説し、夫婦円満の心得を伝授。
  - 乾燥体質（2011年6月21日）
石原エレーナが乾燥体質を正常にし、若々しい潤い体質を手に入れる方法を伝授。
  - 最新医学の常識（2011年6月28日）
昔から体に良いと思っていた習慣や対処法が、実は誤ったものだったという医学や健康の最新常識を池谷敏郎が解説。
  - モンスターワイフ（2011年7月12日）
夫婦関係がうまくいかなくなる妻側の原因を表したモンスターワイフについて二松まゆみが解説し、良い夫婦関係を築くための裏技を伝授。
  - 買い物ネギリ隊が行く!（2011年7月19日）
『あっぷ&UP!』でも放送された企画。買い物ネギリ隊隊長の梅田淳と主婦隊員の関純子が値切り交渉し、さらなる値引きを賭けたゲーム対決を行い、視聴者にお得な情報を提供。上新電機アウトレット 北花田店で合言葉を言ったお客様に先着順で対象商品が特別割引価格で販売された。あわせて「知らなきゃ損する!?最新家電」と題し、目からウロコの進化を遂げた最新家電をスタジオで紹介した。
  - 男の嘘の見抜き方（2011年7月26日）
元探偵の恋愛・離婚カウンセラー、山崎世美子が浮気が疑われる男の行動を徹底検証し、嘘を見抜くプロのテクニックを伝授。
  - あなたの知らない自分が分かる!?心理テスト（2011年8月2日）
心理カウンセラーの中島真澄が出題する心理テストで、深層心理を探る。
  - 京都街歩きの達人が教える納涼スポット巡り（2011年8月9日）
今年5月に創刊されたフリーマガジン「ハンケイ500m」の編集長でもある京都の達人、円城新子がなすなかにしを京都の納涼スポットに案内する。
  - 大人のおもしろ科学実験（2011年8月16日）
子供だけでなく、大人も思わず興奮してしまう、簡単にできる、おもしろ科学実験の数々を岩藤英司が紹介。
  - 最恐!心霊体験 怖い話（2011年8月23日）
稲川淳二が怖い話や心霊写真を披露する他、出演者の心霊体験を聞き、稲川が解説する。
  - 一瞬でオトコを虜にする方法（2011年8月30日）
おかざきななが大人の色気で男性を虜にする女優メゾットを解説する。
  - おっぱい体操（2011年9月13日）
神藤多喜子が毎日数分で美乳を取り戻せる、おっぱい体操を解説する。
  - はるな愛&ドキンちゃんの東京ディズニーシー 10th Anniversary（2011年9月20日）
はるな愛とドーキンズ英里奈が10周年を迎えた東京ディズニーシーを巡り、新アトラクションや期間限定のショーなどをたっぷり紹介する。
  - 顔占い ツキを呼ぶ顔 教えます!（2011年9月27日）
20年間にわたり、のべ7万人の顔を鑑定してきた城本芳弘がツキを呼ぶ顔、運気を逃す顔を解説する。
- 浜内千波の絶品!べっぴんごはん（火曜、2011年4月5日 - 7月12日、8月30日 -）
アメリカザリガニが浜内千波の指導の下、簡単でキレイになる美味しい料理を調理するコーナー。調理はおもに平井善之が担当し、柳原哲也はサポートとレシピをメモしている。VTR終了後にはスタジオ出演者が料理を試食するが、前番組『あっぷ&UP!』の料理コーナー「おかだのくっきんぐUP!」とは異なり、VTRは料理の完成までで終わるため、アメリカザリガニは試食しない。
- 自称日本一の○○（水曜）
誇りとプライドに満ちた人生を送る自称日本一の何かを持った人々が登場し、特技などを披露するコーナー。はるなまたはMEGUMIとパネラーが判定を行い、「すごい!」の札が多ければ、すごいで賞としてハチエモンのマグカップ→「きょうのテッパン!」で紹介したテッパン、「がんばりましょう」の札が多ければ、がんばりま賞としてハチエモンのスリッパ→ハチエモンのマグカップが贈られる。
- 最強フードライター軍団直伝〜わざわざ行きたい下町KO飯〜（水曜）
木本が関西のフードライターがおすすめする「わざわざでも行った方がいい」下町の名店を訪れ、グルメリポートするコーナー。フードライターのおすすめコメントが書かれた地図を手がかりにガチンコで店を探すため、紹介する店以外に木本が寄り道する場合もある。
- 全国ご当地お取り寄せ（水曜）
彦摩呂が各都道府県の絶品・B級お取り寄せ品を3品紹介（スイーツは岡安譲が紹介）。関西ジャニーズJr.が出題するご当地クイズに正解した先着3名だけが試食することができる。
- 週刊裏ネタ!芸能（木曜）
1週間の芸能ニュースを紹介しながら、番組独自のここでしか言えない芸能裏ネタを披露するコーナー。
- 今週の!こまかすぎるイケメンニュース（木曜）
イケメンのどうでもいいかもしれないニュースを紹介するコーナー。嵐のニュースは毎回取り上げる。
- 注目!韓MENスターマル秘（マル秘は○の中に秘）ファイル（木曜または金曜）
韓流スターの情報を紹介するコーナー。
- キキミミ!エンタ（金曜）
エンタテインメントニュースを紹介するコーナー。bjリーグ・大阪エヴェッサの試合結果も伝える。
- 芸能界 裏ネタプレイバック（金曜）
芸能界の過去にさかのぼり、どんな芸能ニュースが報じられていたのかを紹介するコーナー。
- 教えてスター!マル秘（マル秘は○の中に秘）キキペディア（金曜、2011年5月6日 - ）
毎回スターをスタジオに招き、ちょっと役に立ったり、周りに言いたいプチ情報を「キキペディア」情報として披露してもらうコーナー。
- あなたのキキペディアは?（月曜 - 金曜、CM前）
芸能人や一般人から、ちょっと役に立ったり、周りに言いたいプチ情報を「キキペディア」情報として披露してもらう。

### 過去のコーナー
- 梅小鉢のキレイになっとく!（火曜、2011年4月5日 - 4月19日）
梅小鉢が様々なビューティースポットを巡り体験リポートするコーナー。それぞれのスポットで値切りを賭けたゲームを行い、梅小鉢が勝てば半額、負ければ3割引となる割引クーポンを視聴者にプレゼントする（応募にはエンディングで岡田が発表するキーワードが必要）。
- 美ママのわっ!（火曜、2011年4月6日 - 5月31日）
関純子がママになっても美しい女性・美ママから美容やおしゃれの秘密を探るコーナー。美ママから知り合いの美ママを紹介してもらい、数珠つなぎしていく。
- 最新!ナカツリCHECK（金曜）
電車の中吊り広告から気になる話題をピックアップするコーナー。
- 岡田のキキミミ!NEWS（月曜、2011年4月4日 - 5月30日）
新聞に出たばかりの最新ニュースを、鹿間孝一の解説を交えながらざっくりチェックするコーナー。そのまま「キキミミ!ヒット・ワォード」につながる流れとなっていた。
- 今週のキキミミ!ランキング（月曜、2011年4月4日 - 5月30日）
毎週あるテーマに基づくランキングを紹介するコーナー。ランキングのVTRには松竹芸能所属の若手芸人が出演している。
- おとなの思春期相談（月曜、2011年4月4日 - 5月30日）
いまさら人に聞きにくい悩み事を人生経験豊富なパネラーがアドバイスするプチ人生相談のコーナー。最後に岡田が「ちょっといいポエム」を色紙に書いて締める。
- 今週のキキミミ!占い（月曜、2011年4月4日 - 5月30日）
人気の占い師が月替わりで登場し、さまざまな方法で今週の運勢を占うコーナー。
- 谷原・浜内の絶品!ハンサムごはん（火曜、2011年7月19日 - 8月23日）
夏休み特別企画。谷原章介が浜内千波ともに、家庭で今すぐできる簡単な本格絶品料理を調理するコーナー。VTR終了後にはスタジオ出演者が料理を試食するが、「浜内千波の絶品!べっぴんごはん」とは異なり、VTRの最後では谷原が調理した料理を浜内が試食する。

## テーマ曲
- オープニングテーマ
  - 「Girls Just Wanna Have Fun」（2011年4月4日 - ）
- エンディングテーマ
  - 福田典之「笑顔の魔法」（2011年4月4日 - 7月1日）
  - 上野まな「Skyward」（2011年7月4日 - 9月30日）

## スタッフ
- ナレーション：山本悠美子（関西テレビアナウンサー）[10]
- 構成：二宮一泰、根宜利彰、野口勉、近藤一朗、寺前富雄、永岑広憲
- ブレーン：平野友介、鈴木一史、橋本奇恵（月）、赤松利恵（火）
- TD：中村貴志（KTV）、油野邦彦（KTV）、寺嶋紀雄（KTV、MIX兼務）
- LD：中村貴志（KTV）、大石竜也
- SW：菊池幸雄（KTV、月 - 水）
- CAM：島廻忠司（KTV）、山添雅嗣（KTV）、草場克
- VE：片山武史（KTV）、中川裕貴（KTV）
- MIX：長池哲、大林俊夫、寺嶋紀雄（KTV、TD兼務）
- 効果：寺脇千景
- TK：小島由香
- タイトル：河合立史（月 - 水）、芦原祥浩（木・金）
- 美術制作：山本映子
- デザイン：山本直人
- 美術進行：永田道徳
- 大道具：内海徹哉
- 装飾：山本文
- メイク：パウダー
- 編成：澤田芳博・東田元（KTV）
- 宣伝：岡崎真由美（KTV）
- 技術協力：イングス、テレコープ、ウエストワン、大阪共立
- オープニングCG：大阪情報コンピュータ専門学校
- 制作協力：BOYS（月 - 水〔第1週〕）、東通企画、ディヴォーション（月・火・木・金）、メディアプルポ（火〔第1週 - 〕・水〔第2週 - 〕）、元気な事務所（水〔第1週〕・木〔第2週〕）、昭文社（水〔第1週〕）
- ディレクター：池田和彦、吉見正明、井上孝（BOYS、月・火）、笹岡格（月・火・木・金）、小林広美（月・木・金）、初島誠治（メディアプルポ、火）、和泉亮（火）、向賢（水）、山本洋孝（水）、萩原崇（KTV、木・金）
- プロデューサー・ディレクター：佐野拓水（KTV）
- 制作著作：関西テレビ

### 過去のスタッフ
- チーフプロデューサー：古市忠嗣（KTV）